# Teatro Carignano (Genova)
Il Teatro Carignano è un teatro italiano, con sede a Genova.
Per trent'anni è stato la principale sede del teatro dialettale ligure, mentre in tempi più recenti è stato in particolare sede per concerti e tournée. Ha sede nei locali di proprietà della Chiesa del Sacro Cuore e San Giacomo di Carignano.

## Storia
La struttura fu costruita sul finire a partire dal 1892 secolo in stile neoromanico, su progetto dell'architetto Luigi Rovelli, in uno spiazzo alberato che si apre a metà di via Corsica nel punto di intersezione con via Nino Bixio, al centro del quartiere di Carignano, la piazza sarà poi dedicata all'imprenditore e filantropo Rocco Piaggio. La prima pietra fu posta il 13 ottobre 1892 alla presenza dell'arcivescovo Tommaso Reggio.
Il progetto originario subì in corso d'opera importanti modifiche, e la prima parte a essere completata e inaugurata il 29 novembre 1896 fu il grande salone dedicato alla cripta; proprio in questo ampio locale, dopo una ristrutturazione specifica, prese poi sede il Teatro Carignano. La chiesa fu invece terminata nel 1914.
Nel dopoguerra, la compagnia dialettale del Circolo Mario Cappello iniziò a mettere in scena opere di teatro dialettale nei teatri genovesi, fra i quali il Teatro Duse e il Teatro Margherita. Nel 1969 il Circolo chiese e ottenne la gestione della sala Carignano, ristrutturandola in un vero teatro. La struttura teatrale fu curata da Elia Gerolamo e dall'impresa Trabucco, mentre le scenografie da Tullio Maiavacca (Tullio Mayer) e Michele Lattanzio. Il teatro fu inaugurato il 22 gennaio 1969, con l'opera Unna-euggia in gio e una-indere di Emilio Mori.
A partire dalla stagione 1971/1972 diventò sede della Compagnia del Teatro Dialettale Stabile della Regione Liguria, che debuttò con l'opera I figgi no se pagan di Eduardo De Filippo, con traduzione e regia del commediografo Giorgio Grassi. Da allora il teatro diventò vera e propria sede del teatro dialettale ligure, con un cartellone stabile organizzato da varie compagnie.
Il 26 ottobre 1984 il teatro fu la sede della prima rappresentazione della commedia Ratelle e Sciarbelle di Vito Elio Petrucci.

## Descrizione
La sala ha una capienza di 350 posti in poltroncine, pavimentazione in moquette e soffitti a volta. Il palcoscenico misura 8 metri per 10. La graticcia è a un'altezza di 4 metri. Vi sono sette camerini con servizi.
Il teatro dispone inoltre di un bar interno e un foyer.

## Cartellone
Il teatro ha ospitato opere teatrali, concerti di musica leggera e di operetta, spettacoli di danza e conferenze culturali. La struttura può anche essere adibita anche a cinema e cineclub.